# Stridor
Ne doit pas être confondu avec Stertor.
Le stridor est un bruit aigu continu anormal émis lors de la respiration (plutôt inspiratoire qu'expiratoire), dû à un passage anormal de l'air dans les voies aériennes supérieures (larynx le plus souvent, parfois trachée).
Chez le nourrisson de moins de six mois, il peut être dû à différentes causes :
- stridor laryngé congénital essentiel (ou laryngomalacie), l'anomalie la plus fréquente, elle est alors inspiratoire, précoce, isolée, bien tolérée, et spontanément résolutive dans les 16 premiers mois ;
- angiome sous glottique ;
- paralysies laryngées ;
- sténoses laryngées, congénitales ou acquises ;
- kystes laryngés et juxta-laryngés, rares, diagnostiquées par la fibroscopie nasopharyngée ;
- œdème du larynx (croup).